# Wallace és Gromit: Vekni vagy nem vekni avagy itt a pék vég
A Wallace és Gromit: Vekni vagy nem vekni avagy itt a pék vég (eredeti cím:  Wallace and Gromit: A Matter of Loaf and Death) brit gyurmafilm, amely Wallace és Gromit című televíziós sorozat negyedik része. A forgatókönyvet Nick Park és Bob Baker írta, a filmet Nick Park rendezte, a zenéjét Julian Nott szerezte, a producer pedig Steve Pegram volt. Az Aardman Animations készítette, a BBC forgalmazta.

## Szereplők

### Magyar hangok
| Szereplő | Eredeti hang  | Magyar hang     |
| -------- | ------------- | --------------- |
| Wallace  | Peter Sallis  | Kassai Károly   |
| Pitella  | Sally Lindsay | Kocsis Mariann  |
| Pék Bob  | Ben Whitehead | Törköly Levente |